# Christopher Heyerdahl
Christopher Heyerdahl (Brit Columbia, 1963. szeptember 18. –) norvég származású kanadai színész.
A Csillagkapu című sorozatban Pallan, a Csillagkapu: Atlantisz epizódjaiban pedig Halling, Todd és a Lidérc parancsnok szerepét osztották rá. A Smallville 2007-es epizódjaiban Zor-Elt formálta meg. Marcus Volturi szerepében feltűnt az Alkonyat filmsorozat több részében is.
Egyéb televíziós munkái közé tartozik a Sanctuary – Génrejtek (2007–2009), a Hell on Wheels – Pokoli vadnyugat (2011–2016) című westernsorozat és a Van Helsing (2016–2021).

## Élete és pályafutása
Kanada, Brit Columbia nevű tartományában született, félig norvég származású. Apai ágon rokonságban áll Thor Heyerdahl norvég tengerbiológussal.

## Filmográfia

### Film
| Év   | Magyar cím                        | Eredeti cím                               | Szerep                      | Magyar hang       |
| ---- | --------------------------------- | ----------------------------------------- | --------------------------- | ----------------- |
| 1994 | Hegylakó 3. – A mágus             | Highlander III: The Sorcerer              | Ponytail                    |                   |
| 1994 | Mestercsapda                      | Warrior                                   | Milo                        |                   |
| 1996 | Farkasfutam                       | Coyote Run                                | Judd Lush                   |                   |
| 1996 | Csendes pusztító                  | Silent Trigger                            | O'Hara                      | Fazekas István    |
| 1997 | Kicsi Fa az indiánok között       | The Education of Little Tree              | Billy 'Pine Billy'          |                   |
| 1997 | Visszaszámlálás                   | The Peacekeeper                           | Hettinger                   | Mikula Sándor     |
| 1997 | Kisvárosi gyilkosság              | Affliction                                | Frankie Lacoy               | Bácskai János     |
| 1997 | Hemoglobin                        | Bleeders                                  | narrátor                    |                   |
| 1997 | Élőhely                           | Habitat                                   | Eric Thornton               | Mikula Sándor     |
| 1998 | Dickens szelleme                  | The Ghosts of Dickens' Past               | Charles Dickens             |                   |
| 1999 |                                   | Babel                                     | prédikátor                  |                   |
| 1999 |                                   | Requiem for Murder                        | Lou Heinz nyomozó           |                   |
| 1999 |                                   | Fish Out of Water                         | Bobby Fish                  |                   |
| 1999 |                                   | 2 frères                                  | Bobby Vieira                |                   |
| 2000 |                                   | Believe                                   | Thad Stiles                 |                   |
| 2000 |                                   | Press Run                                 | Mickey Collins              |                   |
| 2000 |                                   | Nowhere in Sight                          | Lewis Gills                 |                   |
| 2001 | Disznók törvénye                  | La Loi du cochon                          | Jodorowsky                  |                   |
| 2002 | Törvényszéki bomba                | Aftermath                                 | Evan Harper                 |                   |
| 2002 | India: A tigris birodalma         | India: Kingdom of the Tiger               | Jim Corbett                 |                   |
| 2004 | Penge – Szentháromság             | Blade: Trinity                            | Caulder                     | Dézsy Szabó Gábor |
| 2004 | A Macskanő                        | Catwoman                                  | Rocker                      |                   |
| 2004 | A sötétség krónikája              | The Chronicles of Riddick                 | Helion Politico             |                   |
| 2004 |                                   | Le Dernier tunnel                         | Smiley                      |                   |
| 2005 | Japán menedék                     | Kamataki                                  | Scott                       |                   |
| 2005 |                                   | Le Survenant                              | Mike l'Irlandais            |                   |
| 2007 | Láthatatlan                       | The Invisible                             | Dr. Woland                  |                   |
| 2009 | Alkonyat – Újhold                 | The Twilight Saga: New Moon               | Marcus Volturi              |                   |
| 2009 |                                   | Cadavres                                  | Paolo                       |                   |
| 2011 | Alkonyat: Hajnalhasadás – 1. rész | The Twilight Saga: Breaking Dawn – Part 1 | Marcus Volturi              |                   |
| 2012 | Alkonyat: Hajnalhasadás – 2. rész | The Twilight Saga: Breaking Dawn – Part 2 | Marcus Volturi              |                   |
| 2013 |                                   | Three Days in Havana                      | Anders                      |                   |
| 2014 | A hívás                           | The Calling                               | Simon                       | Máté Gábor        |
| 2015 |                                   | Eadweard                                  | Pepper                      |                   |
| 2016 |                                   | Honeyglue                                 | Dennis                      |                   |
| 2018 | Sicario 2. – A zsoldos            | Sicario: Day of the Soldado               | Deats igazgató              |                   |
| 2018 | Stockholm                         | Stockholm                                 | Mattsson rendőrfőnök        | Schnell Ádám      |
| 2019 | Újrakezdés                        | Adopt a Highway                           | Jim                         | Varga T. József   |
| 2019 | Togo                              | Togo                                      | George Maynard polgármester | Hannus Zoltán     |
| 2022 |                                   | Viking                                    | Roy Walker                  |                   |
| 2022 | A sarki iroda                     | Corner Office                             | Andrew                      | Mikula Sándor     |
| 2023 |                                   | The Boy in the Woods                      | Bagan rendőrfőnök           |                   |

### Televízió
- van Helsing (2016-)
- Hell on Wheels – Pokoli vadnyugat (2011–)
- Csillagkapu: Atlantisz (2009)
- Sanctuary – Génrejtek (2009–)
- Odaát - Supernatural, Alastair szerepében (2009)
- Smallville (2007)
- Les Soeurs Elliot (2007)
- A horror mesterei (2007)
- Szökőár (2006)
- Le 7e round (2006)
- Whistler (2006)
- Psych (2006)
- A holtsáv (2006)
- Saved (2006)
- The Collector (2006)
- Into the West (2005)
- Le Survenant (2005)
- Life as we know it (2004)
- A Félelem Kórháza (2004)
- Jeremiah (2003)
- Les Aventures tumultueuses de Jack Carter (2003)
- Csillagkapu (2003)
- Androméda (2003)
- John Doe (2002–2003)
- Napóleon (2002)
- Just Cause (2002)
- Matthew Blackheart: Monster Smasher (2002)
- La Loi du Cochon (2001)
- Varian háborúja (2001)
- Nikita (televíziós sorozat) (2000)
- The Secret Adventures of Jules Verne (2000)
- Nürnberg (2000)
- Out of Mind: The Stories of H.P. Lovecraft (1998)
- The Hunger (1997)
- The Call of the Wild: Dog of the Yukon (1997)
- Lassie (televíziós sorozat, 1997)
- A gyilkos célkeresztjében (1996)
- Rowing Through (1996
- Twist of Terror (1996)
- The Maharaja's Daughter (1994)
- Warriors (1994)
- Are You Afraid of the Dark? (1993)
- 21 Jump Street (1987)

## Díjak és jelölések
Leo-díj
- 2006: The Collector[4]
- 2010: Sanctuary – Génrejtek[5]